# أرمينيا (كولومبيا)
أرمينيا (بالإسبانية: Armenia)‏ مدينة وعاصمة إدارة كوينديو في كولومبيا.

## توأمة
لأرمينيا (كولومبيا) اتفاقيات توأمة مع:
- لاباز

## أعلام
- كاتالينا غوميز
- كارلوس ليهدر
- ماريا فرناندا أريستيسبال
- غوستافو فيكتوريا
- خورخي بيرموديز